# Chiesa di Sant'Andrea (Torrile)
La chiesa di Sant'Andrea, nota anche come chiesa dei Santi Andrea e Siro, è un luogo di culto cattolico dalle forme neoclassiche, situato in via di Sant'Andrea 31 a Sant'Andrea, frazione di Torrile, in provincia e diocesi di Parma; è sede di una parrocchia compresa nella zona pastorale della Bassa.

## Storia
Il luogo di culto fu eretto in epoca medievale; la più antica testimonianza della sua esistenza risale al 1191, quando l'Ecclesie S. Andreae fu menzionata in un documento.
Nel 1230 la Capelle Sancti Andree fu citata nel Capitulum seu Rotulus Decimarum della diocesi di Parma tra le dipendenze della pieve di Castelnovo, insieme alla vicina Capelle de Petra Baudana, anch'essa intitolata a sant'Andrea apostolo.
Il centro abitato di Pietrabaldana scomparve probabilmente nel XV secolo devastato dalle acque del torrente Parma, forse durante la rovinosa alluvione del 1442; la chiesa di Pietrabaldana fu quindi unita a quella di Sant'Andrea a Mane, come testimoniato dal Sinodo Tuscolano del 1519.
Nel 1564 il tempio di Sant'Andrea fu elevato a sede parrocchiale autonoma.
Nel 1939 il luogo di culto fu interessato da interventi di restauro e di decorazione degli interni.
Nel 1965 la chiesa fu ristrutturata, con la ricostruzione delle coperture, l'apertura di una bifora al centro della facciata, la sostituzione delle pavimentazioni interne, il restauro degli arredi e il rifacimento degli impianti; al termine delle opere, il 5 settembre di quell'anno fu impartita la solenne benedizione da parte del vescovo di Parma Evasio Colli.

## Descrizione

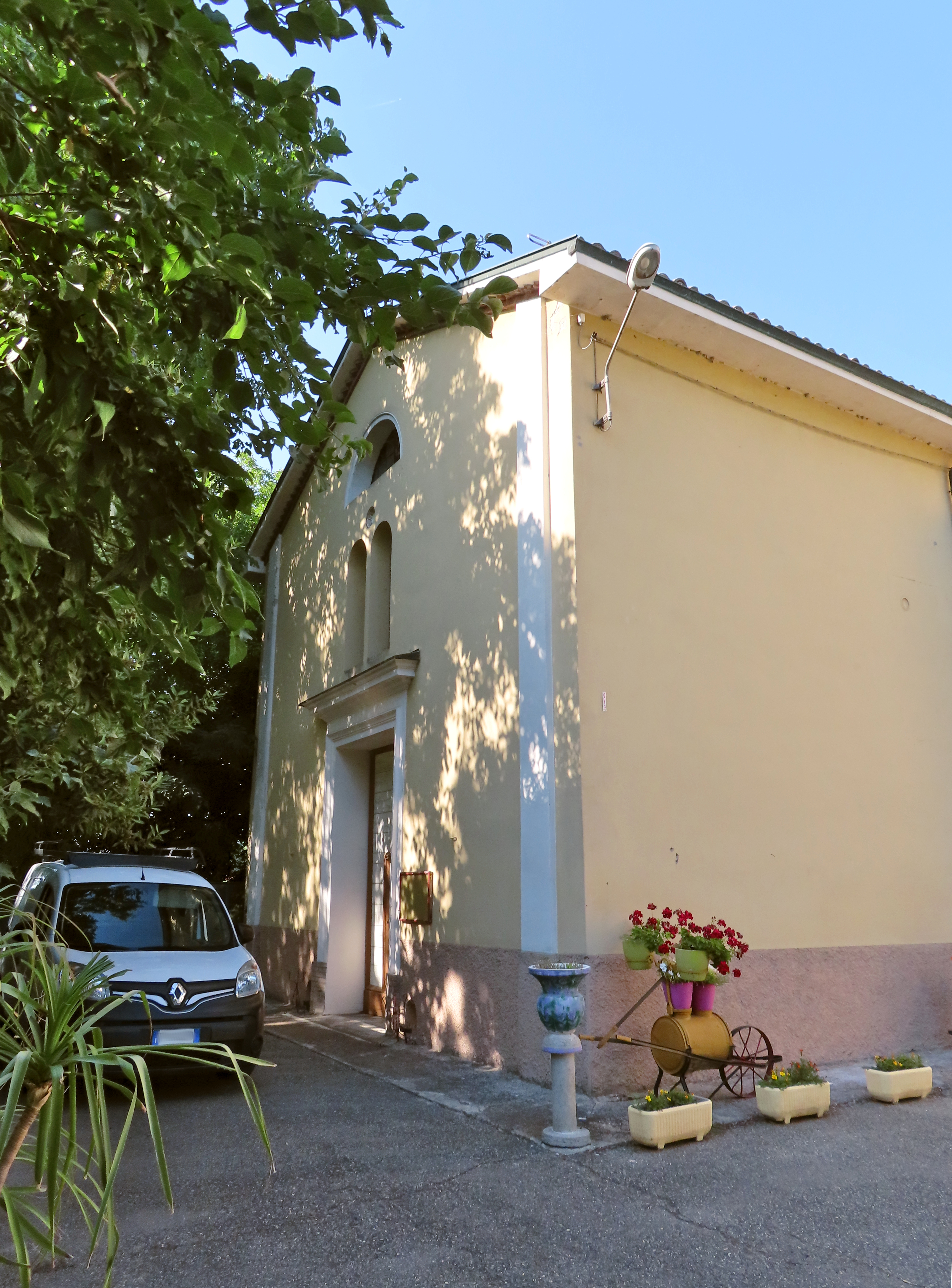
Facciata e lato nord

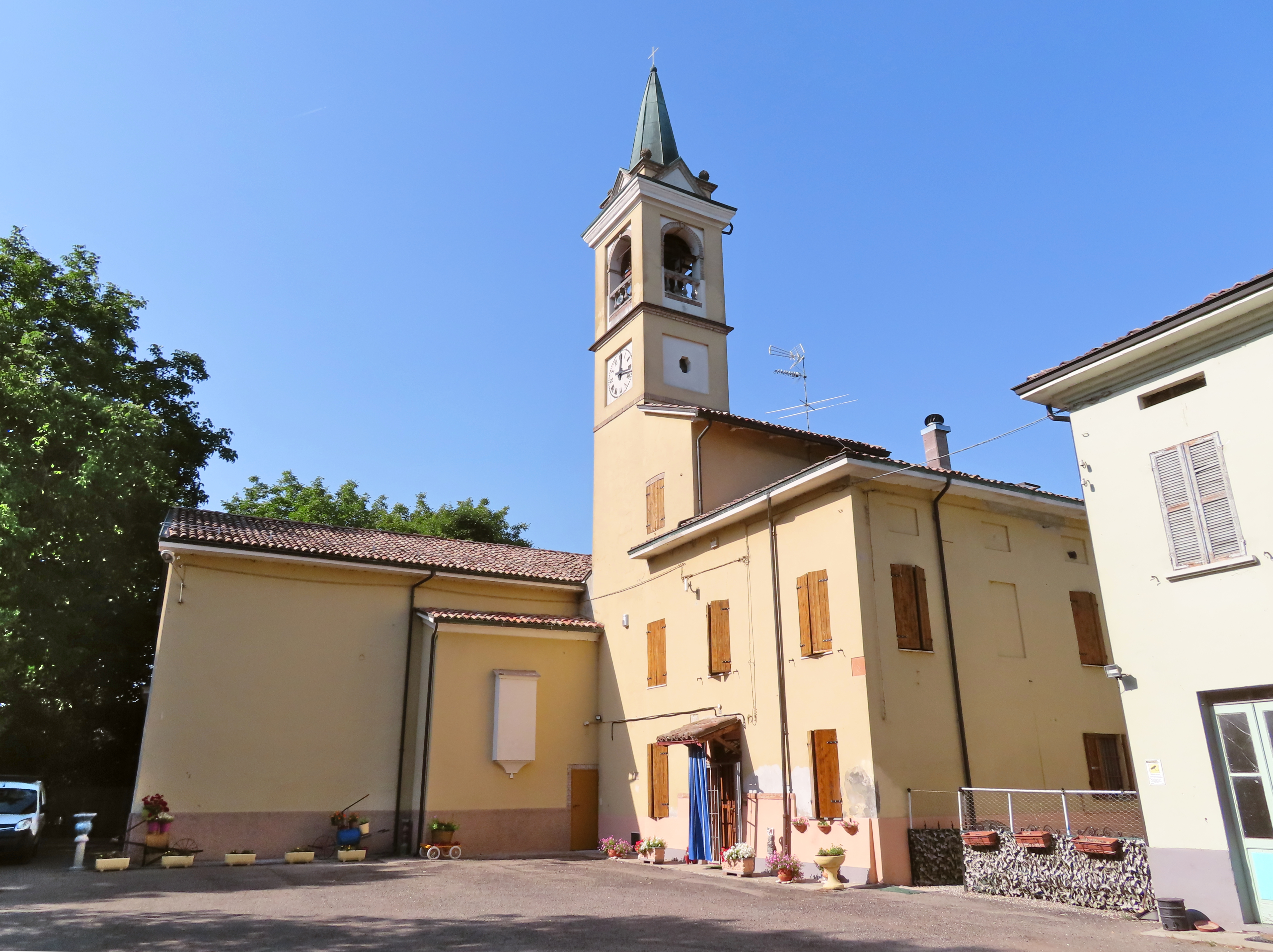
Lato sud e canonica

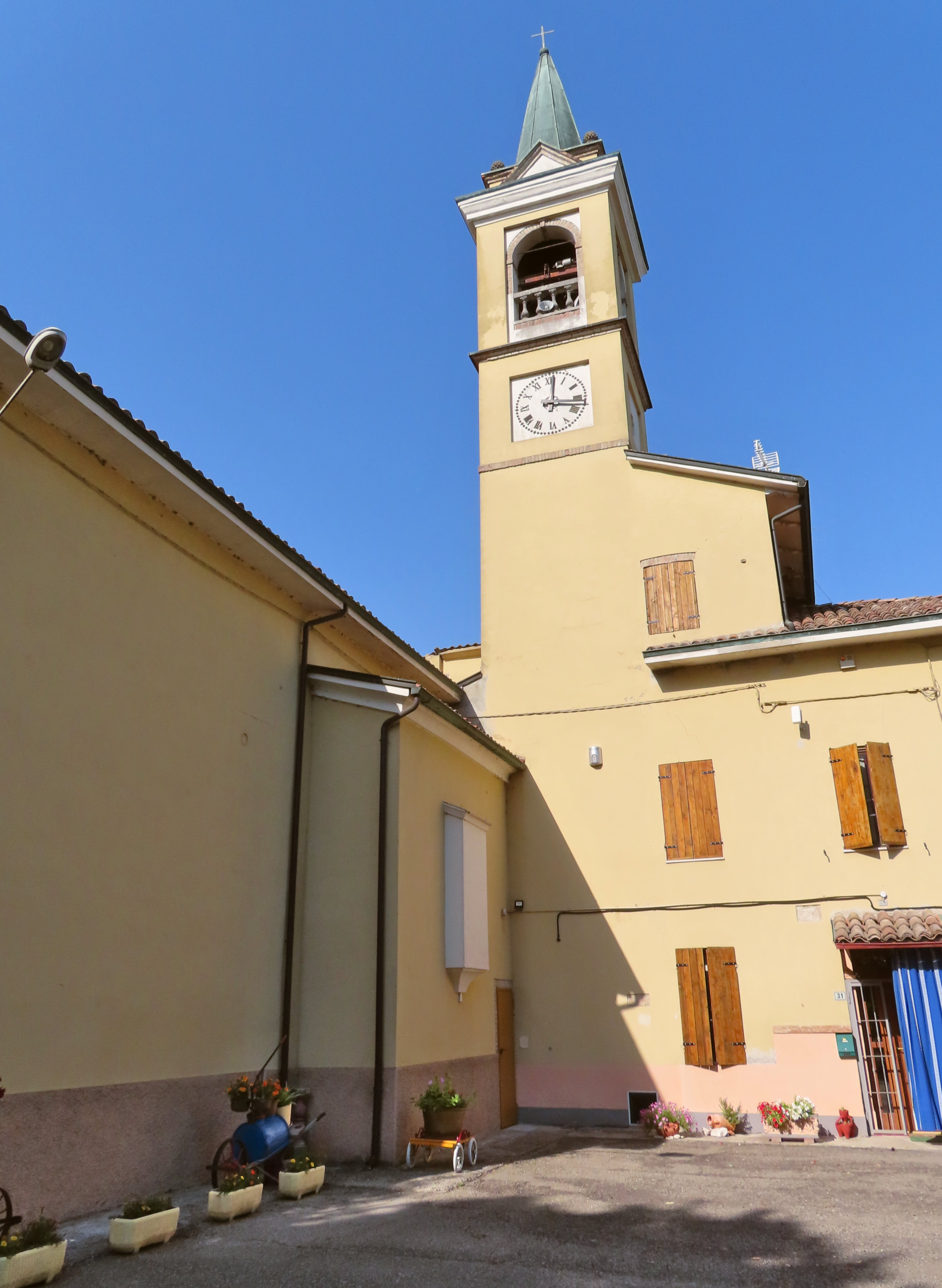
Campanile

La chiesa si sviluppa su un impianto a navata unica affiancata da una cappella per lato, con ingresso a ovest e presbiterio absidato a est.
La semplice e simmetrica facciata a capanna, interamente intonacata come il resto dell'edificio, è delimitata alle estremità da due lesene; nel mezzo è collocato l'ampio portale d'ingresso, inquadrato da una cornice e coronato da un architrave in aggetto; più in alto si apre una bifora, sormontata da una finestra a lunetta ad arco a tutto sesto.
Dai fianchi aggettano i volumi delle cappelle; sulla destra, sul fondo si erge in continuità con la canonica il campanile, con cella campanaria affacciata sulle quattro fronti attraverso ampie monofore a tutto sesto, chiuse da balaustre; in sommità, sopra al cornicione modanato in aggetto, si eleva tra quattro frontoni triangolari una guglia metallica a base ottagonale.
All'interno la navata, coperta da volte a crociera, è affiancata da una serie di lesene; le cappelle laterali si affacciano sull'aula attraverso ampie arcate.
Il presbiterio, lievemente sopraelevato, è preceduto dall'arco trionfale a tutto sesto, retto da due paraste doriche; l'ambiente, chiuso superiormente da una volta a botte ornata con affreschi eseguiti da Riccardo Vasini nel 1939, accoglie l'altare maggiore ligneo a mensa, aggiunto intorno al 1980; sul fondo l'abside, coperta dal catino a semicupola dipinto e illuminata lateralmente da due finestre, ospita l'antico altare maggiore tardo seicentesco.
La chiesa conserva alcune opere di pregio, tra cui un olio raffigurante la Sacra Famiglia e angeli, risalente agli inizi del XVII secolo, e una tela rappresentante la Madonna e santi, eseguita intorno al 1650, oltre a due statue ritraenti la Vergine del Rosario e Sant'Antonio, provenienti dalla vicina chiesa di San Siro.